# Mons Moro
Mons Moro es un macizo lunar localizado en el Mare Cognitum. Tiene un diámetro de 13,68 km. Se encuentra próximo al cráter Bonpland.
La sonda no tripulada Ranger 7 se estrelló al noroeste del monte el 31 de julio de 1964. Fue nombrado en 1976 como el científico italiano Antonio Moro Lazzaro.
Esta montaña es descrita en Apollo Over the Moon: A View from Orbit, Figura 92, de la forma siguiente:

Sin un estudio más detallado, dos explicaciones para su origen parecen igualmente plausibles. El complejo puede ser un sector de "tierra" densamente lleno de cráteres que fue parcialmente inundado por las lavas del Mare Cognitum y posteriormente cubierto por materiales eyectados volcánicos oscuros. Dentro del área oscura, la concentración de cráteres recientes frescos es menor que en la superficie del mare circundante, lo que sugiere fuertemente que el manto oscuro se depositó apreciablemente más tarde que las lavas del mare. Alternativamente, el complejo puede ser una acumulación de flujos de lava densamente marcados por cráteres volcánicos y, como en el primer caso, cubierto posteriormente por eyecciones volcánicas. Los salientes escalonados pero discontinuos a lo largo del lado este del complejo probablemente representan flujos sucesivos de lava viscosa. Todos los cráteres son poco profundos, probablemente porque han sido rellenados por sus propias eyecciones o por los cráteres cercanos. Sin embargo, varios cráteres tienen bordes elevados y afilados, que los distinguen de los cráteres de impacto.

En los Alpes de la Tierra existe un monte del mismo nombre, donde se encuentra el Paso del Monte Moro, que une Italia con Suiza.